# Козак (зупинний пункт)
Козак — пасажирська зупинна платформа Коростенської дирекції Південно-Західної залізниці на лінії Житомир — Коростишів. Розташована на околиці села Студениця та поруч із селом Кмитів.
Зупинна платформа розташована між зупинною платформою Стрижівка (відстань становить 6 км) та зупинною платформою Кмитів, розташованої за 2 км.
Зупинна платформа виникла 1974 року на новопрокладеній залізниці Житомир-Коростишів, яку було збудовано у зв'язку із відкриттям 1946 року родовища бурого вугілля поблизу Коростишева.
Ділянка, на якій розташована зупинна платформа, на сьогодні малозавантажена. Лише чотири дні на тиждень лінією курсує одна пара дизель-поїзда.

## Розклад
Розклад руху приміських поїздів [Архівовано 19 Вересня 2020 у Wayback Machine.]